# Xã Rock Lake, Quận Lyon, Minnesota
Xã Rock Lake (tiếng Anh: Rock Lake Township) là một xã thuộc quận Lyon, tiểu bang Minnesota, Hoa Kỳ. Năm 2010, dân số của xã này là 265 người.